# オルク・テムル (高昌王)
オルク・テムル（Ürük temür、? - 至正13年6月14日（1353年7月14日））は、14世紀中に活躍した大元ウルスのウイグル人。かつて天山ウイグル王国を支配したイディクート（亦都護）の末裔にあたる。
『元史』などの漢文史料では月魯帖木児 (yuèlǔ tièmùér) と表記される。

## 概要
14世紀半ば、天山ウイグル王家（高昌王家）の嫡流たるテムル・ブカとタイピヌ・テギンの兄弟は、時の権臣バヤンの謀略によって失脚・処刑されてしまった。
その後、イディクート（亦都護）/高昌王として登場するのがオルク・テムル（月魯帖木児）という人物だが、オルク・テムルの出自については全く記録がない。ただし、その活躍年代から銭大昕の『元史氏族表』や屠寄の『蒙兀児史記』などはテムル・ブカ〜タイピヌ・テギン兄弟と同世代ではないかとする。
同じ頃、河南地方では韓山童が蜂起し、紅巾の乱が急速に広まりつつあった。そこで、至正12年（1352年）にオルク・テムルはウイグル兵（畏吾児軍馬）を率いて河南方面に出兵し、アラトナシリやラオジャンとともに襄陽・南陽・鄧州の賊を討伐した。
その後もオルク・テムルは河南地方に駐屯していたが、翌至正13年（1353年）6月に南陽の軍中で亡くなり、息子のサンガ（桑哥）がイディクート（亦都護）/高昌王位を継承した。

## 子孫
先述したように、オルク・テムルにはサンガ（桑哥）という息子があり、地位を継承したとされる。サンガ以外の血族については、全く記録がない。

## 天山ウイグル王家
- ヨスン・テムル（Üsen temür ＞月仙帖木児/yuèxiān tièmùér）
  - バルチュク・アルト・テギン（Barǰuq art tigin ＞巴而朮阿而忒的斤/bāérzhú āértè dejīn,بارجق/bārjūq）
    - キシュマイン（Kišmain ＞کیشماین/kīshmāīn）
    - サランディ・テギン（Salandi tigin ＞سالندی/sālandī）
    - オグルンチ・テギン（Ögrünč tigin ＞玉古倫赤的斤/yùgǔlúnchì dejīn,اوکنج/ūknchī）
      - マムラク・テギン（Mamuraq tigin ＞馬木剌的斤/mǎmùlà dejīn）
        - コチカル・テギン（Qočqar tigin ＞火赤哈児的斤/huǒchìhāér dejīn）
          - ネウリン・テギン（Neülin tigin ＞紐林的斤/niǔlín dejīn）
            - テムル・ブカ（Temür buqa ＞帖木児不花/tièmùér bùhuā）
              - ブダシリ（Budaširi ＞不答失里/bùdáshīlǐ）
                - コシャン（Qošang ＞和賞/héshǎng）

            - センキ・テギン（Sengki tigin ＞籛吉/jiānjí）
            - タイピヌ・テギン（Taypinu tigin ＞太平奴/tàipíngnú）
            - ？オルク・テムル（Ürük temür ＞月魯帖木児/yuèlǔ tièmùér）
              - サンガ（Sangga ＞桑哥/sānggē）

          - キプチャクタイ（Qipčaqtai ＞欽察台/qīnchátái）
          - イル・イグミシュ・ベキ（Il yïγmïš begi ＞也立亦黒迷失別吉/yělì yìhēimíshī biéjí）
          - ソソク・テギン（Sösök tigin ＞雪雪的斤/xuěxuě dejīn）
            - ドルジ・テギン（Dorǰi tigin ＞朶児的斤/duǒér dejīn）
              - バヤン・ブカ・テギン（Bayan buqa tigin ＞伯顔不花的斤/bǎiyán bùhuā dejīn）